# Bernhard Lorenz
Bernhard Lorenz (* 7. April 1889 in Ottersweier; † 13. Januar 1969 in Bühl) war ein deutscher Kommunalpolitiker und Widerstandskämpfer gegen den Nationalsozialismus.

## Leben
Bernhard Lorenz kam als 13. und jüngstes Kind eines Landwirts zur Welt. Nach dem Besuch der Volksschule erkrankte er 1903 an Kinderlähmung, eine Krankheit, die ihn zeit seines Lebens behinderte. Seine rechte Körperseite war körperlich-motorisch eingeschränkt beweglich, so dass er als Rechtshänder lernen musste, links zu schreiben. Anschließend besuchte er eine zweijährige Fortbildungsschule und begann anschließend, bei der Gemeindeverwaltung von Ottersweier zu arbeiten. 1906 wurde er Kaufmann und arbeitete als Anwaltsgehilfe in Bühl. 1915 kehrte er nach Ottersweier zurück, wo er weitere fünf Jahre in der Verwaltung arbeitete. 1920 wurde er als Parteiloser zum Bürgermeister von Ottersweier gewählt. 1929 wurde er wiedergewählt. Seine eigentlich auf neun Jahre festgesetzte Amtszeit fand ihr jähes Ende während der NS-Zeit. Am 7. Juli 1933 wurde er Opfer des Gesetzes zur Wiederherstellung des Berufsbeamtentums und aus dem Dienst entlassen. Sein Nachfolger wurde NSDAP-Mitglied Johann Scheer.
Lorenz, der seitdem als Gegner der Nationalsozialisten galt, war daraufhin lange Jahre arbeitslos. Seine Familie hielt sich mit der Vermietung ihres Hauses und einigen Nebentätigkeiten über Wasser, bis Lorenz 1941 eine neue Anstellung bei der Firma Muffenrohr fand. Auch der Rest der Familie litt unter der nationalsozialistischen Herrschaft. Einer seiner Brüder, der geistig behindert aus dem Ersten Weltkrieg zurückgekehrt war, wurde Opfer der Aktion T4. Bernhard Lorenz’ Frau Maria wurde mehrfach von der Gestapo verhört.
In den letzten Tagen des Dritten Reiches protestierten Bernhard Lorenz und seine Frau gegen die Panzersperren und verhinderten erfolgreich den sogenannten „Volkssturm“ in Ottersweier. Nach der Besetzung durch die französischen Truppen wurde Lorenz bis 1946 als kommissarischer Bürgermeister in Ottersweier eingesetzt. Bei der Bürgermeisterwahl am 5. Dezember 1948 trat er nicht an. Nach seiner Absetzung trat er der CDU bei und wurde in den Gemeinderat gewählt, dem er eine Legislaturperiode angehörte.
Er wurde später als politisch Geschädigter der NS-Diktatur anerkannt. Am 13. Januar 1969 wurde er von einem Auto erfasst, als er bei einem Verkehrsunfall Erste Hilfe leistete und verstarb an den Folgen.